# Daniel Fehlow
Daniel Fehlow (Berlijn, 21 februari 1975) is een Duitse (stem-)acteur.
Fehlow speelt onder andere in de Duitse soapserie Gute Zeiten – Schlechte Zeiten.  Als stemacteur werkt hij onder meer mee aan nasynchronisatie van films en televisieprogramma's.

## Filmografie
- 1996-heden: Gute Zeiten – Schlechte Zeiten - Leon Moreno
- 1998: Verfolgt! – Mädchenjagd auf der Autobahn
- 1999: Hinter dem Regenbogen - Oliver
- 2000: Kasachstan Lady - Thomas
- 2000: Vor der Stille - Frank
- 2000: Klinikum Berlin Mitte - DJ Sky
- 2001: Schloss Einstein (1 aflevering)
- 2001: S.O.S. Barracuda – Der Hai von Mallorca
- 2003: SOKO Leipzig - Rainer Kollberg
- 2004: Ina & Leo - Steffen
- 2005: Was Sie schon immer über Singles wissen wollten
- 2007: Tarragona - Ein Paradies in Flammen - Mauricio Mendes
- 2007: Alarm fur Cobra 11 - Die Autobahnpolizei - Ben Wings
- 2022: Leon – Glaub nicht alles, was du siehst (televisieserie)
- 2023: Leon – Kämpf um deine Liebe (televisieserie)
- 2023: Das Duell um die Welt - Team Joko gegen Team Klaas (televisieserie)

## Spreekrollen (selectie)
Channing Tatum
- 2005: Coach Carter, rol: Jason Lyle
- 2005: Havoc, rol: Nick
- 2006: She’s the Man – Voll mein Typ!, rol: Duke
- 2008: Stop-Loss, rol: Sgt. Steve Shriver
- 2012: Für immer Liebe, rol: Leo Collins
- 2012: 21 Jump Street, rol: Officer Jenko
- 2013: White House Down, rol: John Cale
- 2013: Das ist das Ende, rol: Channing Tatum
- 2014: 22 Jump Street, rol: Officer Jenko
- 2014: Manolo und das Buch des Lebens, rol: Joaquin
- 2014: Foxcatcher, rol: Mark Schultz
- 2015: Jupiter Ascending, rol: Caine Wise
- 2015: The Hateful Eight, rol: Jody
- 2016: Hail, Caesar!, rol: Burt Gurney
- 2017: Logan Lucky, rol: Jimmy Logan
- 2017: Kingsman: The Golden Circle, rol: Agent Tequila
- 2021: Free Guy, rol: Revenjamin Buttons
- 2022: Dog, rol: Jackson Briggs
- 2022: The Lost City – Das Geheimnis der verlorenen Stadt, rol: Alan / Dash

### Films
- 1998: Voor Song Kang-ho in The Quiet Family, rol: Kang Yeong-min
- 2000: Voor Craig Sheffer in Turbulence 2, rol: Martin Messerman
- 2001: Voor Vince Vaughn in Kein Vater von gestern, rol: Russell Durrell
- 2001: Voor Casper van Dien in Python – Lautlos kommt der Tod, rol: Bart Parker
- 2003: Voor Leandro Firmino in City of God, rol: Zé Pequeno – Li'l Zé – Locke
- 2003: Voor Gerard Butler in Die Herrschaft des Feuers, rol: Creedy
- 2004: Voor Jason Scott Lee in Timecop 2 – Entscheidung in Berlin, rol: Ryan Chan
- 2004: Voor Will Smith in Große Haie – Kleine Fische (animatiefilm), rol: Oscar
- 2005: Voor Adam Scott in Aviator, rol: Johnny Meyer
- 2005: Voor David Denis in King Kong, rol: Taps
- 2006: Voor Evan Jones in Jarhead – Willkommen im Dreck, rol: Dave Fowler
- 2006: Voor Flex Alexander in Snakes on a Plane, rol: Three G’s
- 2006: Voor Charlie Hunnam in Children of Men, rol: Patric
- 2006: Voor Mos Def in 16 Blocks, rol: Eddie Bunker
- 2006: Voor Johnny Knoxville in Jackass: Nummer Zwei
- 2007: Voor Glen Maverick in Könige der Wellen (animatiefilm), rol: Pinguin Glen Maverick
- 2007: Voor Freddy Rodríguez in Planet Terror
- 2008: Voor Mos Def in Abgedreht, rol: Mike
- 2009: Voor Mahershala Ali in Der seltsame Fall des Benjamin Button
- 2010: Voor Danny McBride in Up in the Air, rol: Jim Miller
- 2010: Voor James Franco in Eat Pray Love, rol: David Piccolo
- 2011: Voor Wilmer Valderrama in Larry Crowne, rol: Dell Gordo
- 2011: Voor Zachary Quinto in Der große Crash – Margin Call, rol: Peter Sullivan
- 2011: Voor Zachary Quinto in Der perfekte Ex, rol: Rick
- 2011: Voor Tom Hardy in Dame, König, As, Spion, rol: Ricki Tarr
- 2012: Voor David Gyasi in Cloud Atlas, rol: Autua, Lester Rey en Duophysite
- 2012: Voor Chris Pratt in Fast verheiratet, rol: Alex Eilhauer
- 2012: Voor Charlie Hunnam in Cold Blood – Kein Ausweg. Keine Gnade, rol: Jay
- 2013: Voor Chris Pratt in Der Lieferheld – Unverhofft kommt oft, rol: Brett
- 2013: Voor Chris Pratt in Movie 43, rol: Doug
- 2014: Voor Toby Kebbell in Planet der Affen: Revolution, rol: Koba
- 2015: Baymax – Riesiges Robowabohu, rol: Tadashi Hamada (stem van Daniel Henney)
- 2016: Voor Nate Parker in The Birth of a Nation, rol: Nat Turner
- 2016: Voor Zachary Quinto in Tallulah, rol: Andreas
- 2017: Voor Joel Edgerton in Bright, rol: Nick Jakoby
- 2017: Voor Danny McBride in The Disaster Artist, rol: Danny McBride
- 2017: Voor Toby Kebbell in Planet der Affen: Survival, rol: Koba
- 2018: Voor Jay Pharoah in Unsane – Ausgeliefert, rol: Nate Hoffman
- 2019: Voor Jay Ryan in Es Kapitel 2, rol: Ben Hanscom
- 2019: Voor Marco de la O in Rambo: Last Blood, rol: Manuel
- 2020: Voor Nelson Lee in Mulan, rol: Chancellor
- 2021: Voor Stevel Marc in Der Mauretanier, rol: Poulson

### Series
- 1999, 2000: Voor Nicholas Lea in Outer Limits – Die unbekannte Dimension (afleveringen 4x26, 5x17), rol: Mac 27, Jacob Hardy
- 2004: Voor Paul Wesley in Meine wilden Töchter (2 afleveringen), rol: Damian
- 2004–2005: Voor Zachary Quinto in 24 (3e seizoen), rol: Adam Kaufman
- 2005: Voor Nicholas Gonzalez in O.C., California (2e seizoen), rol: D.J.
- 2005–2010: Voor Leland Chapman in Dog – Der Kopfgeldjäger, rol: Leland Chapman (voice-over)
- 2006: Voor John Leguizamo in Emergency Room – Die Notaufnahme (12 seizoen), rol: Dr. Victor Clemente
- 2007: Voor Keith Robinson in Over There – Kommando Irak, rol: Pvt. Avery 'Angel' King
- 2007–2010: Voor Zachary Quinto in Heroes, rol: Gabriel 'Sylar' Gray
- 2007, 2009: Voor John Simm in Life on Mars – Gefangen in den 70ern (S01/E01-08 & S02/E01-08), rol: Detective Inspecteur Sam Tyler
- 2008: Voor Samuel Page in Shark, rol: Casey Woodland
- 2008–2009: Voor Kyle Schmid in Blood Ties – Biss aufs Blut, rol: Henry Fitzroy
- 2009: Voor Burn Gorman in Torchwood, rol: Dr. Owen Harper
- 2010/2012: Voor Stephen Martines in Vampire Diaries (afleveringen 1x16–1x17/3x07), rol: Frederick
- 2013–2016: Voor Sean Bridgers in Rectify (17 afleveringen), rol: Trey Willis
- 2022: Voor Jóhannes Haukur Jóhannesson in Vikings: Valhalla, rol: Olav II. Haraldsson
- 2023: Voor Takehito Koyasu in Jujutsu Kaisen, rol: Toji Fushiguro

- Gemeinsame Normdatei: 106205704X
- Virtual International Authority File: 311682860
- WorldCat: E39PBJvHdyBjPRtxcR7KVKWJjC